# Rajon Obolon
Der Rajon Obolon (ukrainisch Оболонський район Obolonskyj raion; russisch Оболонский район Obolonski rajon) ist einer von zehn Verwaltungsbezirken (Rajone) der Stadt Kiew, der Hauptstadt der Ukraine.

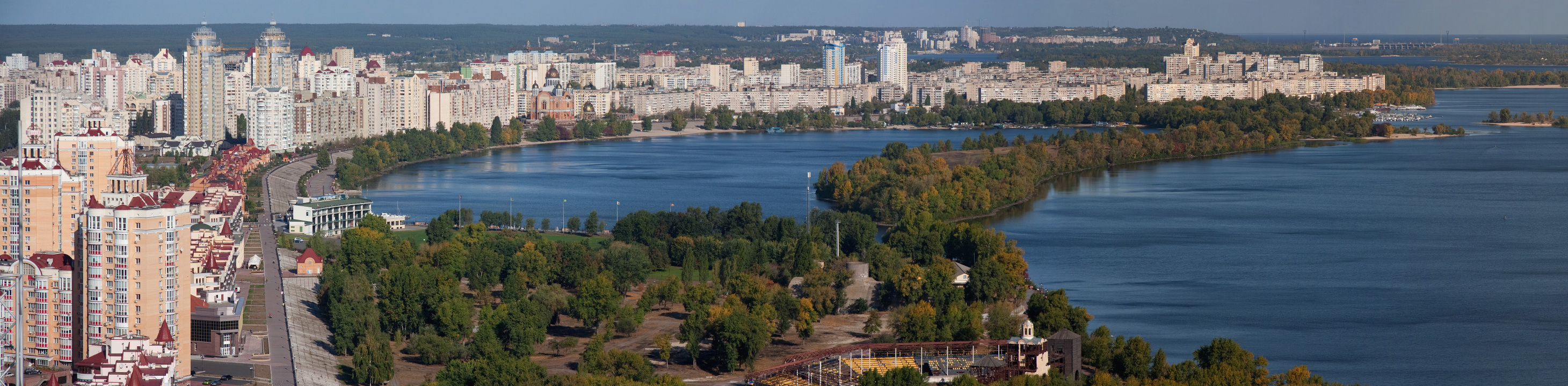
Dneprufer des Rajon Obolon

Der Rajon Obolon liegt im Nordwesten der Stadt am rechten Ufer des Dnepr und wurde im Jahr 1975 gegründet. Der Rajon hat 318.509 Einwohner (2020) und eine Fläche von etwa 110 km². Die Bevölkerungsdichte im Rajon beträgt 2.890 Einwohner je km². Das Zentrum des Rajons ist der Minsk-Platz mit der Metrostation Minsk an der Kreuzung der wichtigsten Straßen im Rajon.

## Bevölkerungsentwicklung
| 2001    | 2008    | 2016    | 2020    |
| ------- | ------- | ------- | ------- |
| 306.173 | 311.947 | 320.326 | 318.509 |

## Unternehmen
Obolon (Brauerei)